# Tetragraptus
Tetragraptus is een geslacht van uitgestorven graptolieten uit het Vroeg-Ordovicium.

## Beschrijving
Tetragraptus was een kolonievormend organisme. De kolonie bevatte vier veranderlijk gevormde stipes (takken), die soms gebogen, soms weer horizontaal uitgespreid waren met een breedte tussen de een en tien millimeter. Er waren soorten waarbij de stipes onderling verbonden waren tot een webachtige structuur. De doorgaans buisvormige thecae (enkelvoud theca: het chitineuze huisje van een individu uit de kolonie) stonden schuin omhoog of omlaag. Dit geslacht dreef op de oceaanoppervlakte. De normale lengte van de kolonie bedroeg ongeveer tien centimeter.

## Soorten
- T. akzharensis
- T. approximatus
- T. fruticosus
- T. insuetus